# همای شیرازی
رضاقلی خان مشهور به میرزا محمدعلی همای شیرازی یکی از شعرای قرن سیزدهم هجری (۱۲۱۲ ه‍. ق-۱۲۹۰ ه‍.ق) است.

## زندگی‌نامه
رضاقلی خان معروف به همای شیرازی اصفهانی سال ۱۱۷۶ خورشیدی در شیراز به دنیا آمد. علوم مقدماتی را در زادگاهش فرا گرفت و سپس برای ادامه تحصیل عازم نجف شد و حدود ۱۸ سال به تحصیل پرداخت.
همای شیرازی اصفهانی مدتی در کشورهای عربی و هندوستان و ترکستان سکونت داشت. در بازگشت به ایران به دربار محمدشاه قاجار راه یافت.
پس از مرگ محمد شاه به حلقه شاعران دربار ناصرالدین شاه پیوست.
وی در قصیده سرائی توانائی کامل داشت. هما با آنکه از مقربان دربار و ملازمان شاه شمرده می‌شد پیوسته در سلوک درویشان و کسوت ایشان بود.
وی در قبل از ظهر روز پنج شنبه ۱۲ ربیع الثانی سال ۱۲۹۰ در اصفهان درگذشته است.

## آثار
دیوان اشعار وی به نام «شکرستان» است.

## زندگی خانوادگی
وی صاحب پنج پسر و سه دختر بوده‌است.
اسامی برخی از فرزندان:
1. میرزا ابوالقاسم محمد نصیر متخلّص به (طرب). (پدر جلال‌الدین همایی معروف به سنای اصفهانی)
2. میرزا محمد حسین ملک الشعراء متخلّص به (عنقا).
3. میرزا محمد سها، شاعر ادیب عارف پیشه، متوفّی در ۲۳ ماه صفر سال ۱۲۳۸، مدفون در تخت فولاد، در جهت شمالی تکیهٔ کازرونی.

## نمونه غزل
- مقدمهٔ دیوان طرب:

بی‌دل و خسته در این شهرم و دلداری نیست 

غم دل با که توان گفت که غمخواری نیست

رو مداوای خود ای دل بکن از جای دگر 

کاندر این شهر، طبیب دل بیماری نیست

شب به بالین من خسته به‌غیر از غم دوست

ز آشنایان کهن، یار و پرستاری نیست

به‌جز از بخت تو و دیدهٔ من، در غم تو

شب در این شهر به بالین سر بیداری نیست

گر هما را ندهد ره به در صومعه شیخ

در خرابات مگر سایهٔ دیواری نیست؟

از اشعار اوست:
ما را نه غم جنت و نه حسرت حوراست
با دوست خیال دگری عین قصور است
بی روی تو گر صبر ندارم عجبی نیست
دارم عجب از آن که تو را دید و صبور است

## مدفن
وی در پایین یکی از جرزهای شرقی ایوان شمالی بقعه امامزاده احمد (اصفهان) در اصفهان در نزدیکی میدان نقش جهان و خانه مشروطه (اصفهان) دفن شده‌است.

## ماده تاریخ فوت
هما شد بال زن در سایه عرش